# هاشومير

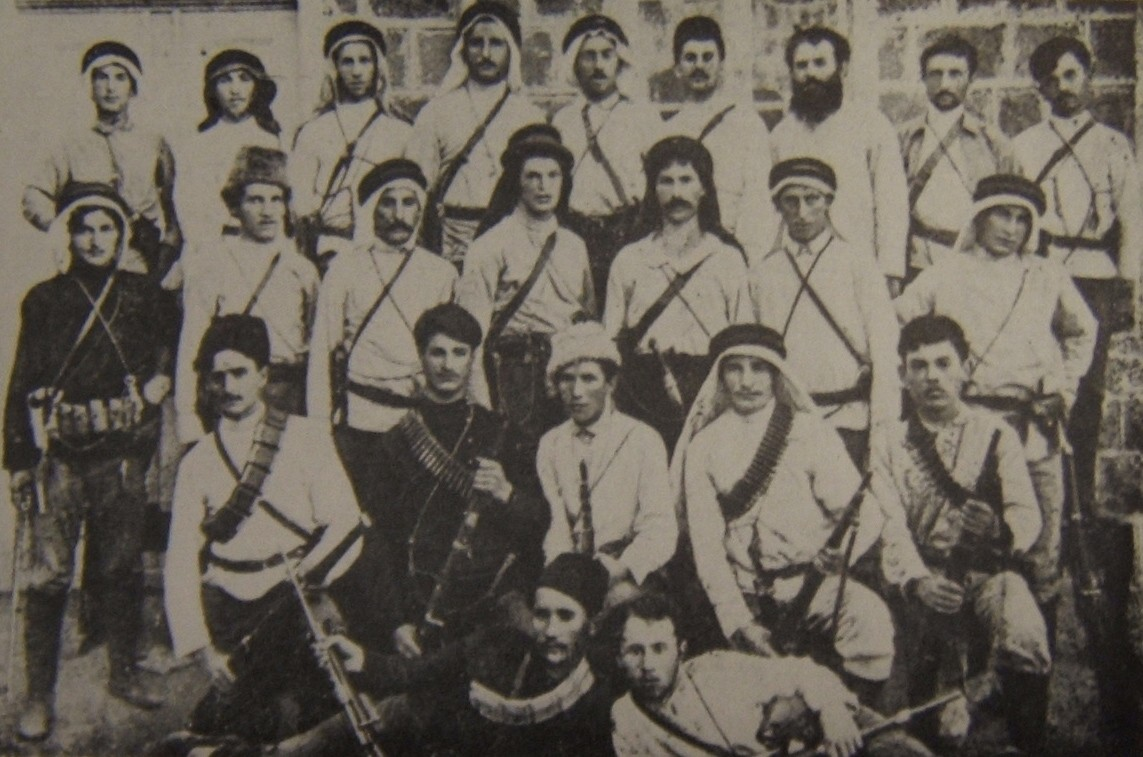
صورة لاعضاء السامر التقطت عام 1909م

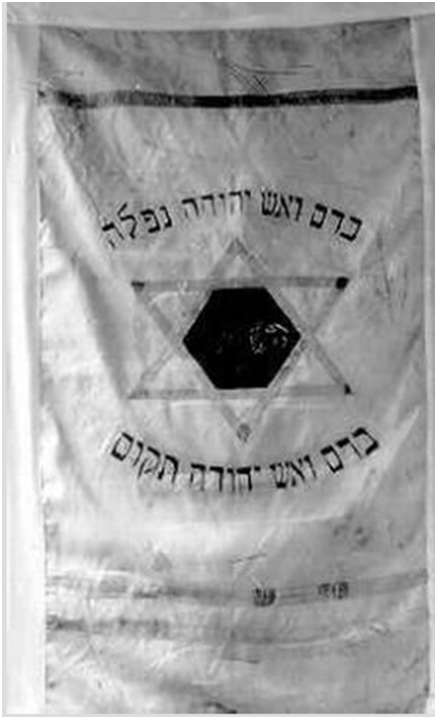
العلم الخاص بالمنظمة

السامر (بالعبرية: השומר هشومر) تعني هذه اللفظة العبرية بالعربية «الحارس»، وهي من أوائل المنظمات الصهيونية المتخصصة بأعمال الدفاع وحراسة المستعمرات والممتلكات اليهودية في فلسطين.

## التأسيس
أسستها عام 1909م مجموعة من المهاجرين اليهود من أعضاء الجمعية اليهودية السرية «بارغيورا»، التي أوجدها إسحق بن زفي، وألكسندر زيد، وإسرائيل شوحط عام 1907م؛ لأغراض الحراسة والأعمال المسلحة.

## الأهداف
عنيت «هاشومير» منذ تأسيسها بأعمال الحراسة، ثم تحولت إلى قوة محاربة منظمة؛ كانت مهمتها بادئ الأمر تتمثل في الدفاع عن المستعمرات الصهيونية في الجليل، ثم عن هذه المستعمرات في مختلف أنحاء فلسطين. كما أنها أقامت بعض المستعمرات، وكانت «مرحابيا» أول مستعمرة تقيمها هاشومير في غور بيسان، تلتها مستعمرتا «تل حدشيم» في غور بيسان، و«كفار جلعادي» قرب المطلة في الجليل الأعلى.

## تجسس
تعرضت «هاشومير» إبان الحرب العالمية الأولى لمطاردة الأتراك، لاسيما بعد اعتقال ليسانسكي، وهو أحد أعضاء مجموعة التجسس الصهيونية "نيلي"، وكشفه أسرار تنظيم هاشومير؛ الأمر الذي أدى إلى اعتقال 12 من أعضائها.

## تطور عسكري
أثناء الانتداب البريطاني على فلسطين؛ واصلت هاشومير القيام بمهامها العسكرية ضد العرب والبريطانيين، واشتركت في صد الهجمات عن المستعمرات الصهيونية في القدس وتل حاي في الجليل.
وفي بداية العشرينيات، وحين أصبحت الحاجة ماسة إلى تأسيس قوة صهيونية محاربة كبيرة وموحدة؛ قررت هاشومير حل نفسها وإعلان تأسيس الـ"هاغاناه"، إلا أن عدداً من أعضائها المتطرفين رفضوا الانضمام إلى «هاغاناه» وأسسوا مجموعة محاربة صغيرة أطلقوا عليها اسم «كتائب العمل» وظلوا كذلك حتى ثورة 1929م وأحداثها الدامية؛ فاضطروا للانضمام إلى الـ«هاغاناه».